# گابریل تیاکو
گابریل تیاکو (انگلیسی: Gabriel Tiacoh; ۹ فوریهٔ ۱۹۶۳ – ۲ آوریل ۱۹۹۲) دونده اهل ساحل عاج بود.